# ウベラバティタン
ウベラバティタン（Uberabatitan　「ウベラーバの巨人」の意味、発見地にちなむ）は白亜紀後期、現在のブラジルに生息したティタノサウルス類の竜脚類恐竜の属である。現在までに頸椎、胴椎、尾椎、骨盤、肋骨の化石が知られている。化石はミナスジェライス州、ウベラーバにあるバウル層群マリリャ層のマーストリヒト階最上部から発見された。タイプ種は2008年にSalgadoおよび Carvalhoにより記載されたU. ribeiroiである。現在までのところ、ウベラバティタンはバウル層群で発見されたティタノサウルス類では最も新しい時代のものである。他にこの層ではバウルティタン、トリゴノサウルス）がより下の（古い時代の）地層から発見されている。他の竜脚類同様、四足歩行で草食であったようだ。

## 参照
1. ↑  Salgado, Leonardo; and Carvalho, Ismar de Souza (2008). “Uberabatitan ribeiroi, a new titanosaur from the Marília Formation (Bauru Group, Upper Cretaceous), Minas Gerais, Brazil”. Palaeontology 51 (4):  881–901. doi:10.1111/j.1475-4983.2008.00781.x.
2. ↑  Upchurch, Paul; Barrett, Paul M., and Dodson, Peter. (2004). “Sauropoda”. In Weishampel, David B.; Dodson, Peter; and Osmólska, Halszka. (eds.). The Dinosauria (2nd ed.). Berkeley: University of California Press. pp. 259–322. ISBN 0-520-24209-2